# Gamerschestraat
De Gamerschestraat is een straat in de stad Zaltbommel in de Nederlandse provincie Gelderland. De straat loopt vanaf de Steenweg en de Havendijk tot de Tolstraat, Oliestraat en de Markt waar hij in overgaat. Zijstraten van de Gamerschestraat zijn Molenwal, Singelwal, Zandstraat, Molengang, Walstraat, Karstraat en de Kloosterstraat. De straat is ongeveer 350 meter lang. Aan de Gamerschestraat bevinden zich een tal van rijksmonumentale huizen en ook een stenenwaterpomp met een bekroning in de vorm van een siervaas in Lodewijk XIV-vormen, plus een tekstplaat erop van 1781.

## Geschiedenis
In Zaltbommel zijn diverse straten waar gootspoken zijn te vinden, zo ook in de Gamerschestraat. Dit zijn beelden die hangend aan, of zittend of liggend in de dakgoot. Ook bevinden zich aan de Gamerschstraat net als op andere plekken in Zaltbommel alsook op andere plaatsen in Nederland Stolpersteine (ook wel Struikelstenen genoemd). Dit zijn koperen plaquettes die in de stoep zijn verwerkt ter herinneren aan de mensen (meestal Joodse) die vermoord zijn door de nazi's.

## Fotogalerij

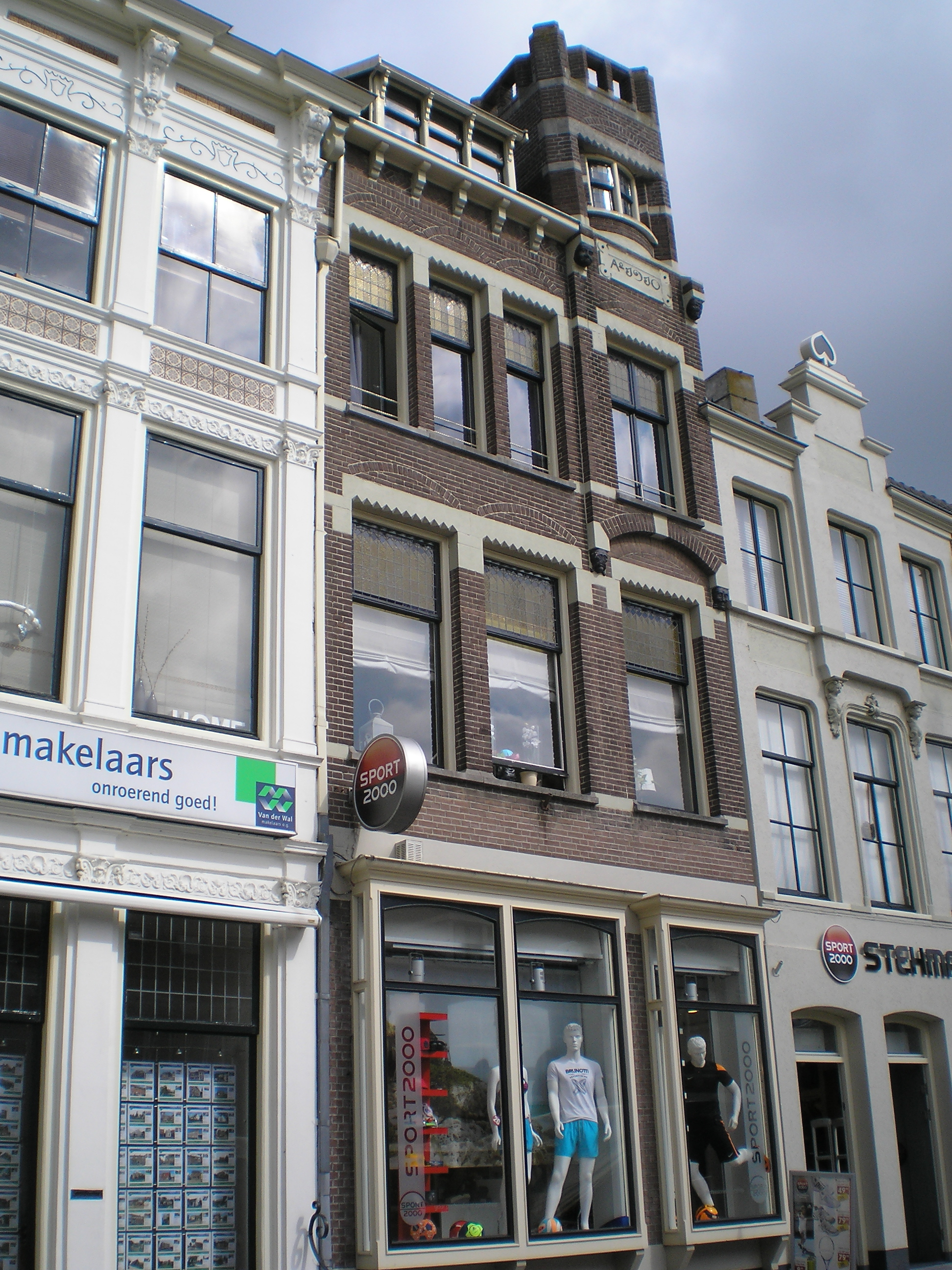
Gamerschestraat 12
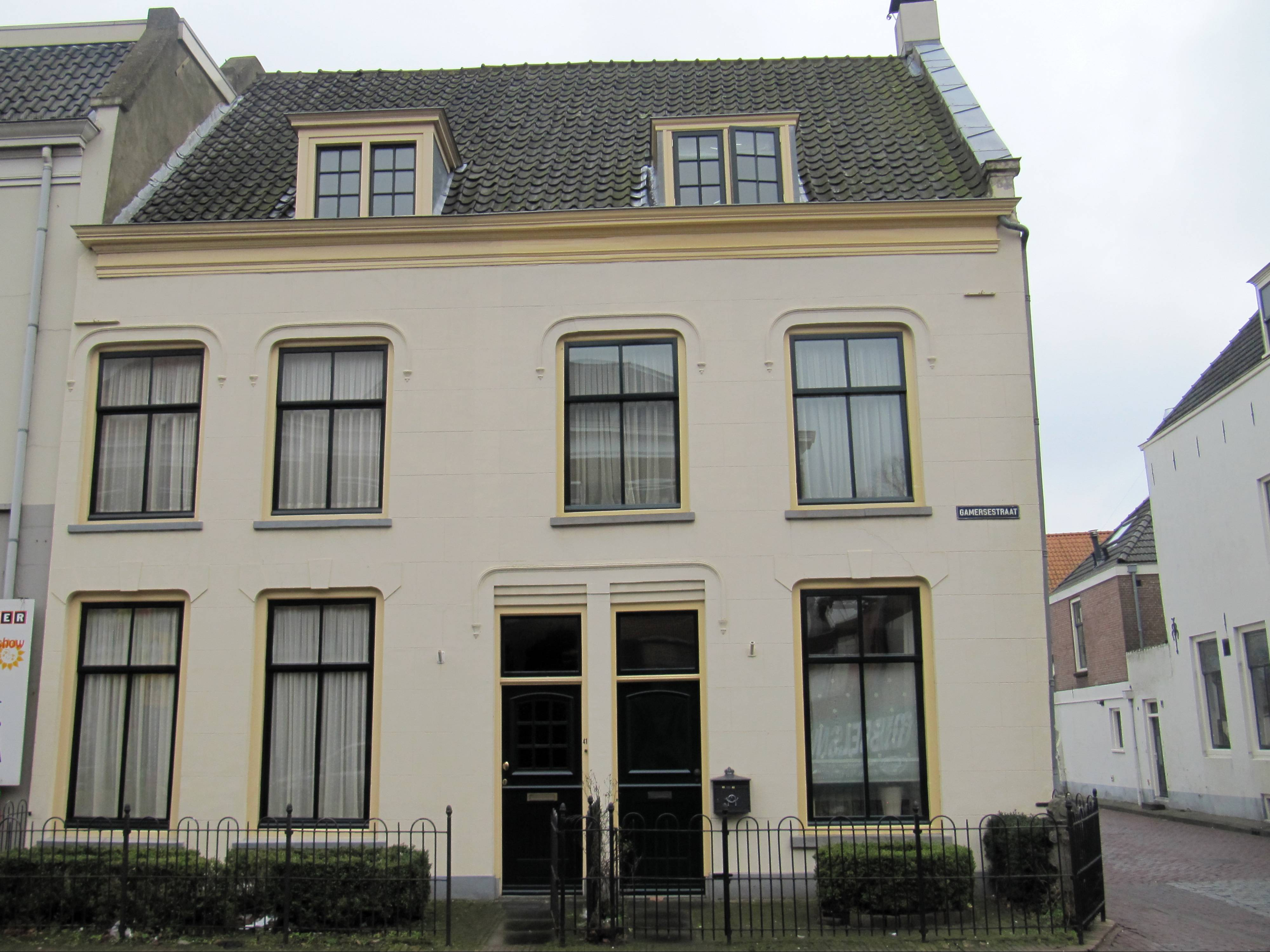
Gamerschestraat 41 (rijksmonument)
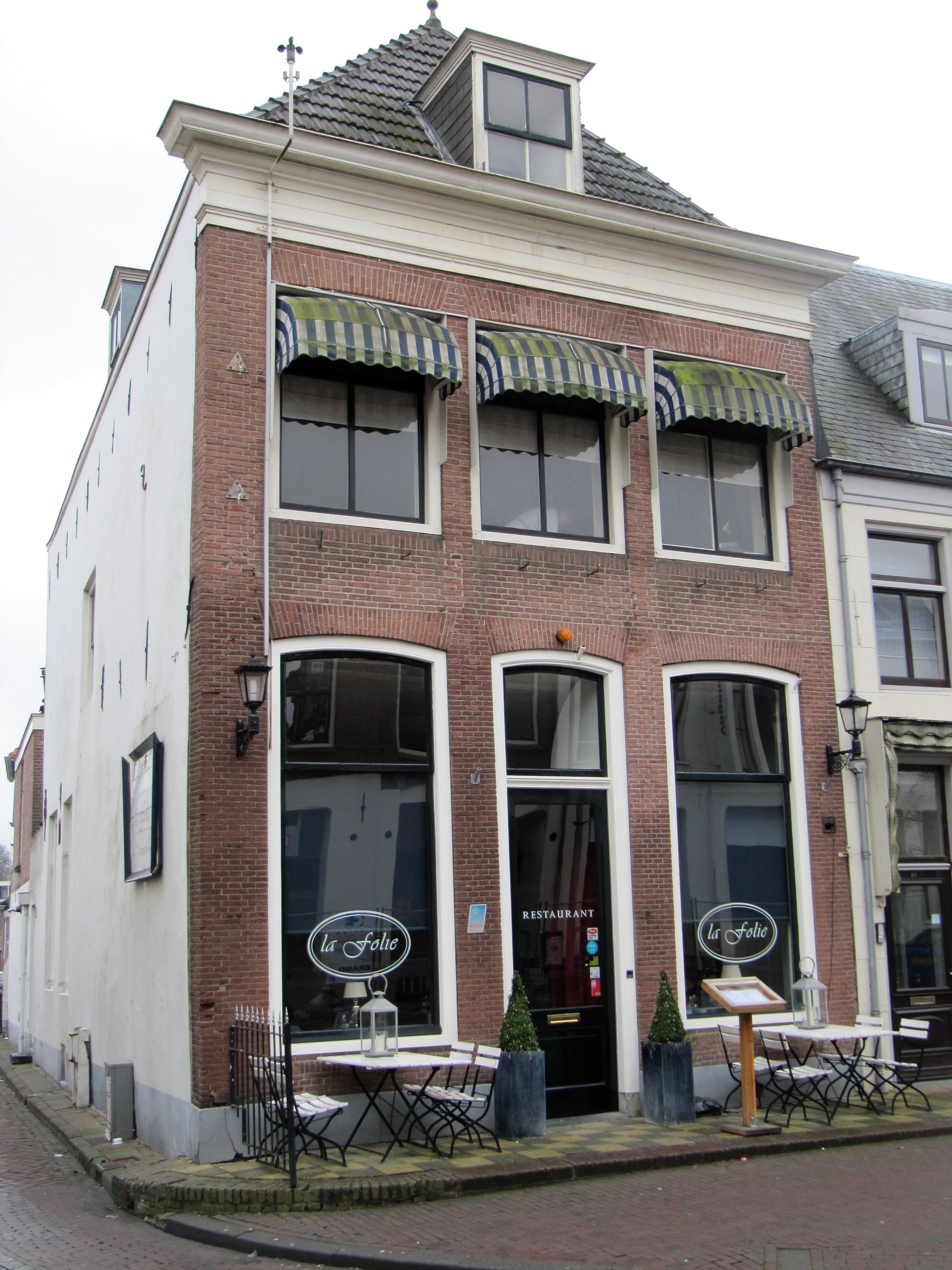
Gamerschestraat 45 hoek Karstraat (rijksmonument)
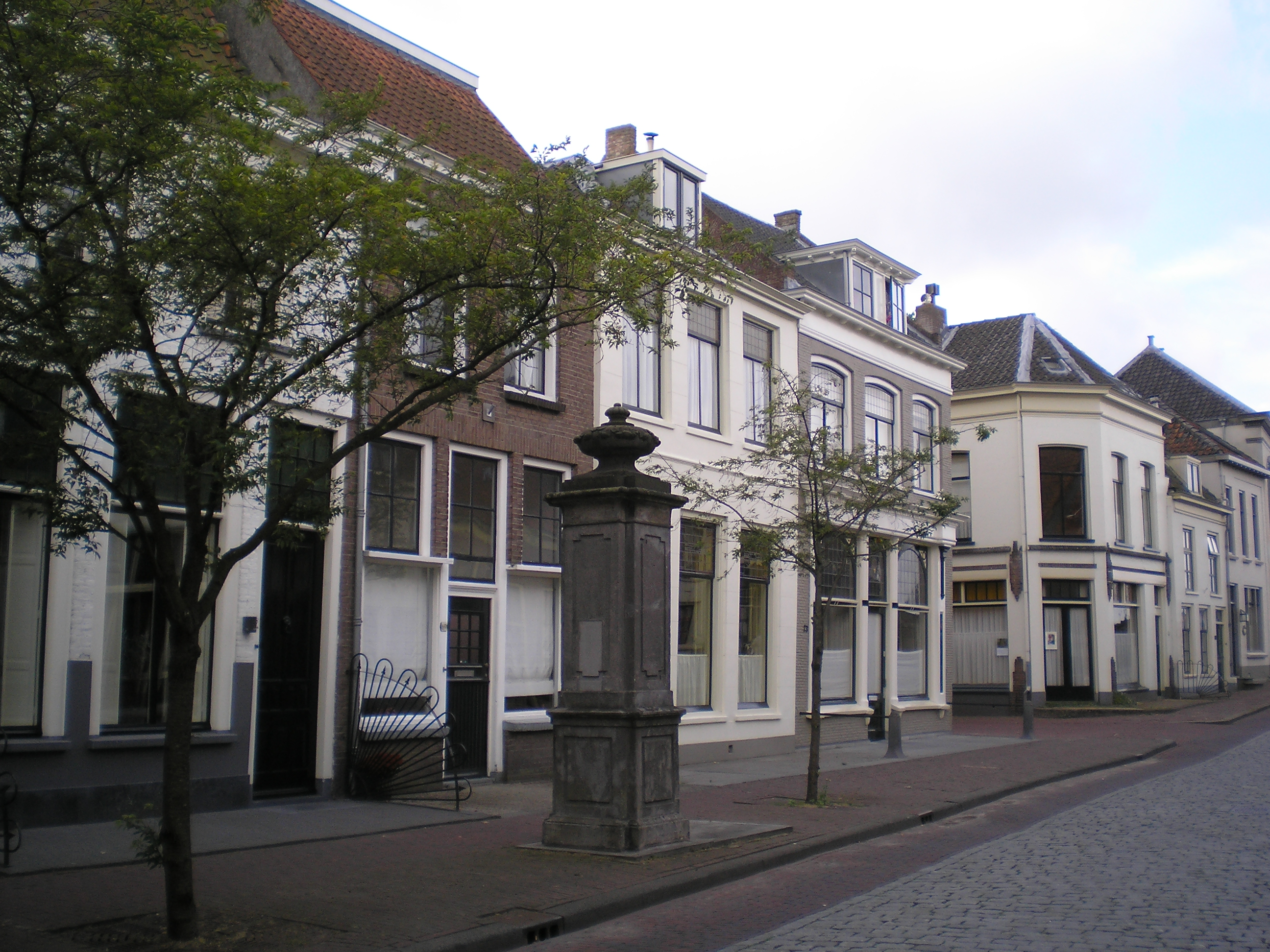
Stenenwaterpomp aan de Gamerschestraat (rijksmonument)
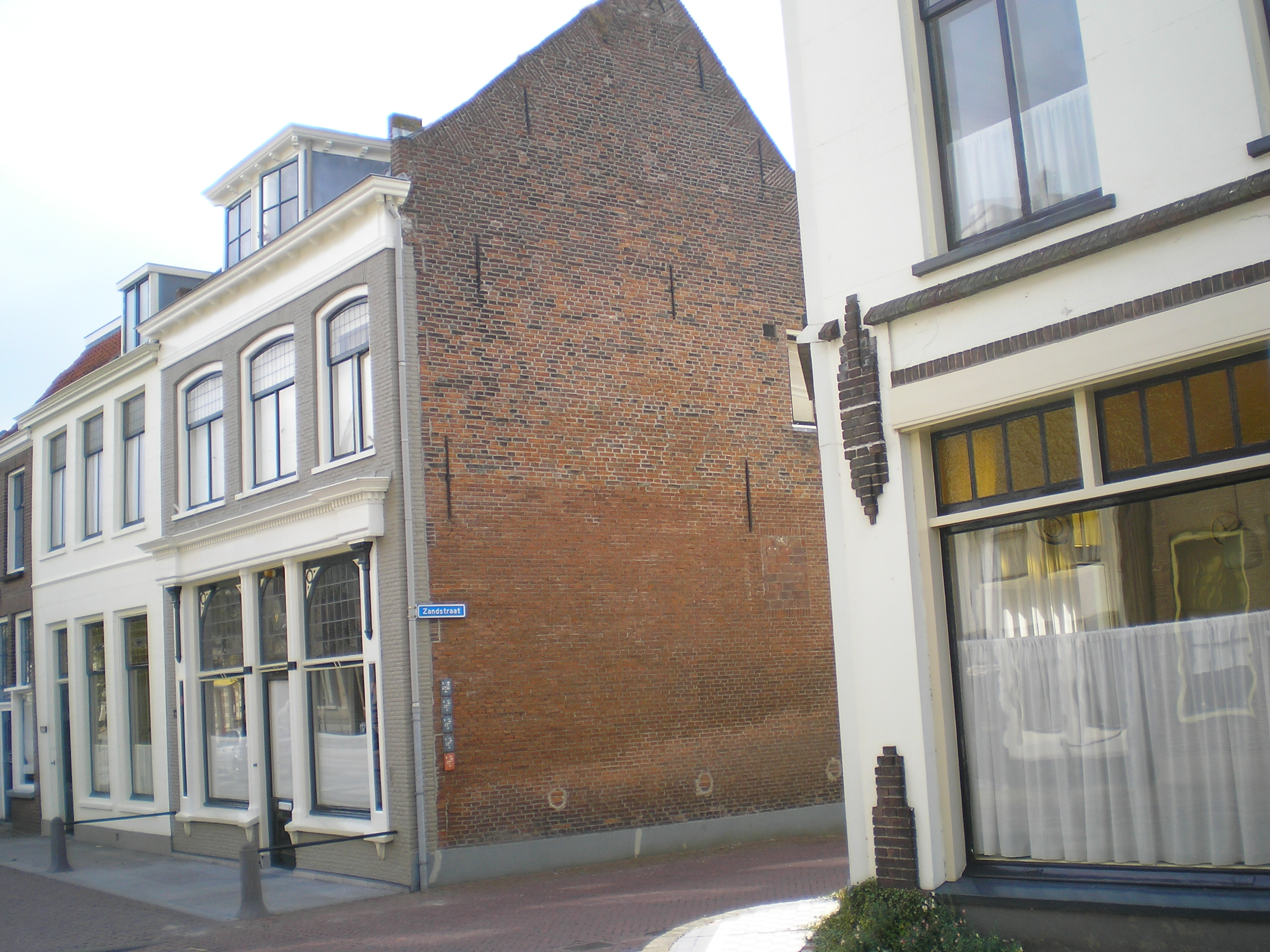
Gamerschestraat 73 (hoek Zandstraat, rijksmonument)
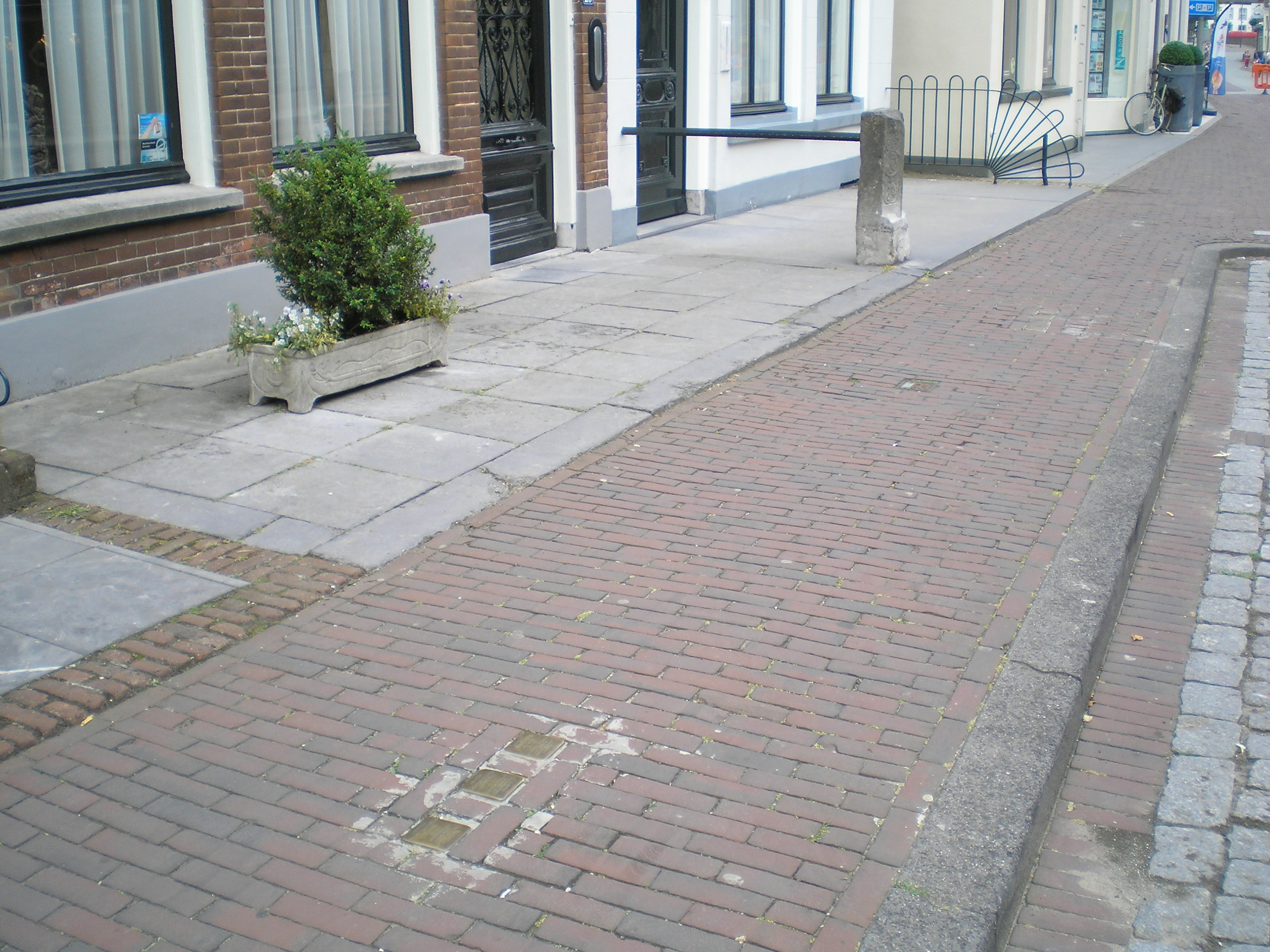
Stolpersteine (ook wel Struikelstenen genoemd) aan de Gamerschstraat

Boschstraat ·
De Virieusingel ·
Gamerschestraat ·
Gasthuisstraat ·
Kerkplein ·
Kerkstraat · 
Korte Steigerstraat ·
Korte Strikstraat ·
Lange Steigerstraat · 
Markt ·
Nieuwstraat ·
Nonnenstraat ·
Oliemolen ·
Oliestraat ·
Steenweg ·
Tolstraat · 
Vismarkt · 
Waalkade · 
Waterstraat · 
Zandstraat